# Distrito de Cementerios Históricos de Eastside
El Distrito de Cementerios Históricos del de Eastside es un distrito histórico delimitado por las avenidas Elmwood y Mt. Elliott Avenue, y las calles Lafayette y Waterloo en Detroit, la ciudad más poblada del estado de Míchigan. Consta de tres cementerios separados: el de Mount Elliott (católico, creado en 1841), el de Elmwood (protestante, creado en 1846) y el de Lafayette Street (judío, creado en 1850). Fue incluido en el Registro Nacional de Lugares Históricos en 1982. 

## Cementerio de Mount Elliott

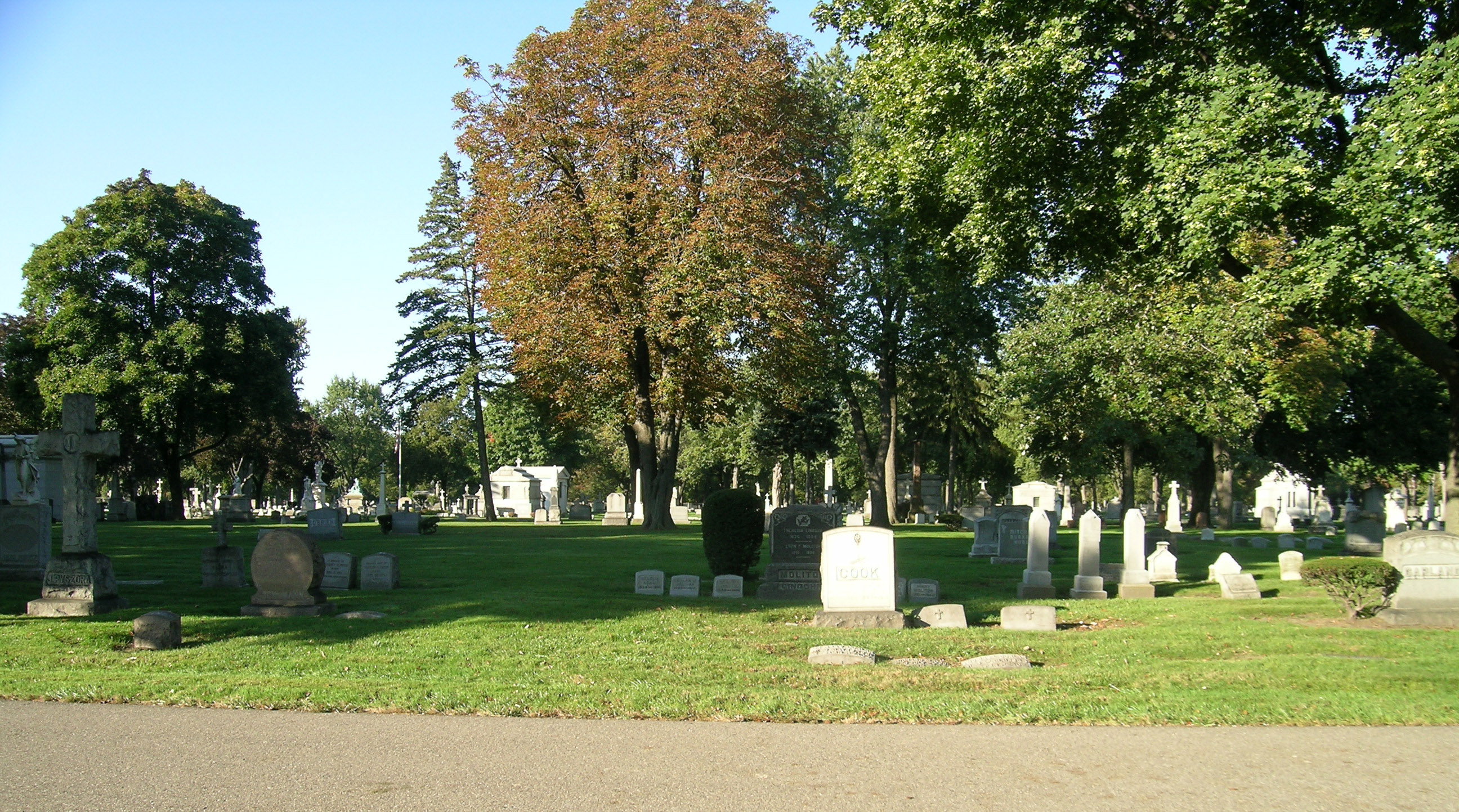
Cementerio Mount Elliott

El cementerio Mount Elliott es el cementerio más antiguo existente en la ciudad de Detroit, y tiene 263 046 m². Está ubicado en la avenida Mount Elliott, al norte de la calle Lafayette.

### Historia
La comunidad católica de Detroit era originalmente de carácter fuertemente francés. Sin embargo, a principios del siglo XIX, las oleadas de inmigración agregaron otras nacionalidades a la mezcla, en particular irlandeses. Con el tiempo, estos católicos irlandeses partieron de Santa Ana y fundaron su propia parroquia. En 1840, decidieron que querían tener su propio cementerio. En 1841, la parroquia compró 48 562 m² de tierras agrícolas  de la finca Leib por 400 dólares.
El primer entierro en el cementerio ocurrió solo doce días después de su creación cuando Robert Elliott, arquitecto, juez y miembro fundador del comité que creó el cementerio, fue sepultado. Había muerto en un accidente de construcción. El cementerio fue bautizado como "Mount Elliott" en su honor.
Se compró una segunda parcela de tierra para el cementerio en 1865 y una tercera en 1881, lo cual llevó el tamaño del cementerio a sus 263 046 m². El mismo año se completó una entrada de piedra al cementerio. En 1869, permanece de Ste. Anne Cemetery fueron trasladados y re-enterrados en Mount Elliott. Entre los restos trasladados se encuentra el coronel Jean François Hamtramck.

### Descripción
Las carreteras que atraviesan el cementerio llevan los nombres de líderes religiosos (Pope Pius Avenue, Bishop LeFevere Avenue y Place y Bishop Borgess Avenue) o temas bíblicos (Calvary Avenue, Holy Cross Place, Trinity Avenue y Resurrection Avenue).
La entrada al cementerio de Mt. Elliott es a través de una puerta de entrada de piedra diseñada y construida por Walter Schweikart en 1882 a un costo de 6000 dólares. Schweikart también construyó la entrada al cercano cementerio de Elmwood.
En 1872, Fireman's Fund compró grandes lotes por 500 dólares cada uno en los cementerios de Mt. Elliott y Elmwood con el propósito de enterrar a los bomberos. En 1889, el Fondo erigió un marcador en el sitio por un costo de 2965 dólares.

### Tumbas
Las siguientes son algunas personas enterradas en el monte Elliott:
- Orestes Brownson (1803–1876) prolífico escritor católico
- Jerome Cavanagh (1928-1979) Alcalde de Detroit
- Francis Palms (1809-1886), magnate de la madera, magnate de los ferrocarriles y magnate inmobiliario, en un mausoleo[5]

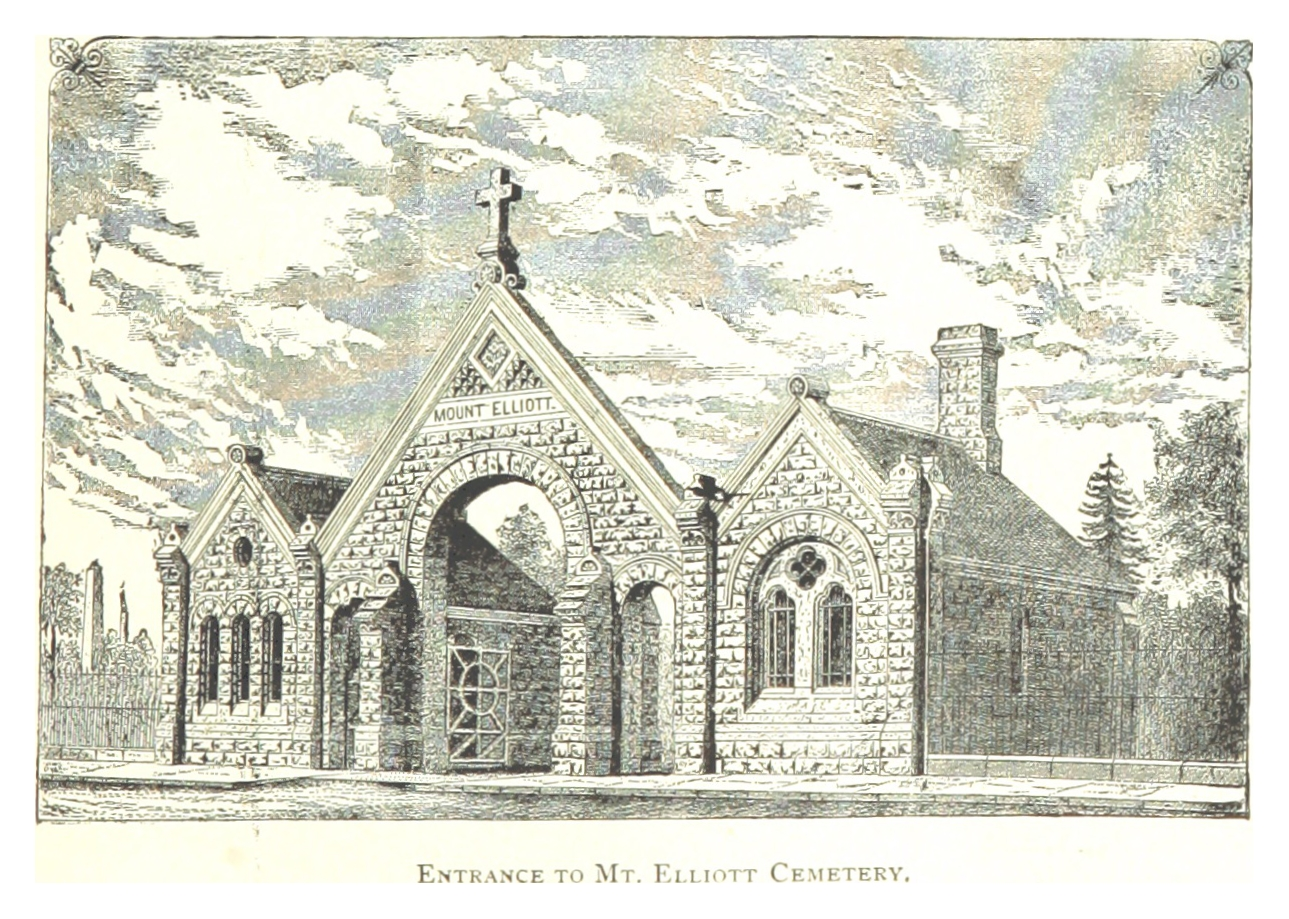
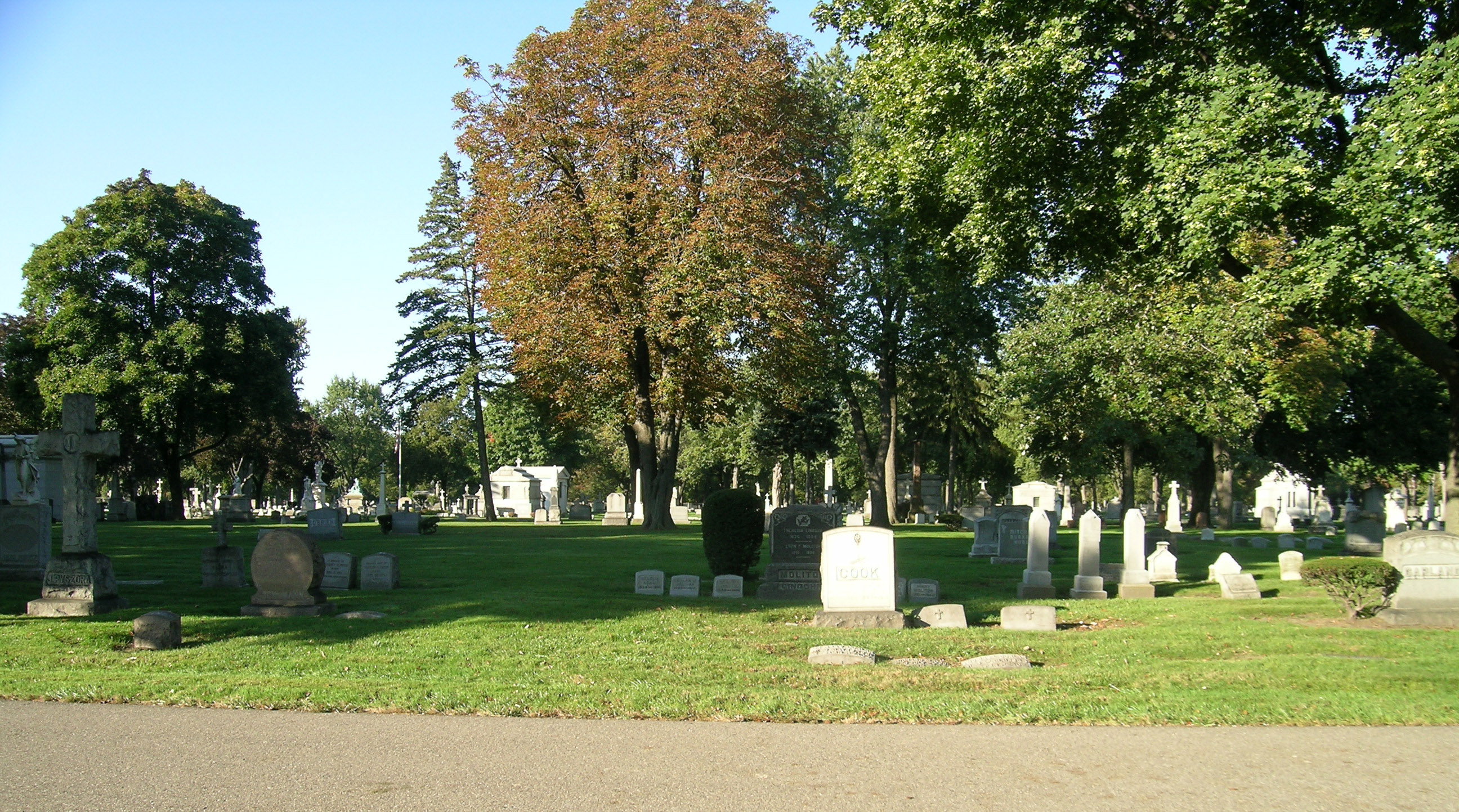

## Cementerio de Elmwood
El cementerio de Elmwood, creado en 1846, tiene 348 030 m² de tamaño y tiene más de 51 000 tumbas.  Está ubicado en Lafayette Street, al este de Mt. Elliott Avenue. Es el cementerio no confesional en funcionamiento continuo más antiguo de Michigan.

### Historia
El cementerio de Elmwood se planeó originalmente en 1846. Los primeros 169 968 m² se compraron en la granja de George Hunt usando dinero de suscripciones en 1850. A lo largo de los años, se adquirieron terrenos adicionales de Hunt Farm y la granja vecina DC Whitwood para aumentar los terrenos a los 348 030 m².
En 1856 se añadió una capilla de estilo neogótico, diseñada por Albert y Octavius Jordan. La capilla de piedra caliza se funde con el barranco natural y el paisaje. Gordon W. Lloyd diseñó la puerta de entrada de inspiración gótica en 1870.
La capilla de 1856, que había caído en desuso, fue remodelada en los años 1950 y todavía se utiliza en la actualidad. La capilla fue restaurada extensamente después de un incendio de finales de 1900.

### Descripción
El cementerio de Elmwood es uno de los pocos lugares en la Detroit moderna donde se puede ver el terreno ondulado "original" de la zona. Parent Creek (rebautizado como "Bloody Run" después de la famosa batalla india) atraviesa el cementerio, sirviendo como foco del paisaje. El destacado diseñador paisajista Frederick Law Olmsted, inspirado en el cementerio Mount Auburn en Massachusetts, contribuyó al rediseño del plan general del cementerio en 1891.
El cementerio también es famoso por sus múltiples monumentos, creando una ciudad en miniatura. Estos incluyen obras de notables escultores, incluido el mármol "Veiled Lady" de Randolph Rogers y "Flying Geese" de Marshall Fredericks.

### Tumbas
Veintinueve alcaldes de Detroit, al menos seis gobernadores, once senadores y una docena de miembros del gabinete están enterrados en el terreno. Los enterrados en Elmwood incluyen:
- Lewis Cass, gobernador territorial, senador y secretario de estado
- Douglass Houghton, alcalde y explorador de Detroit
- Bernhard Stroh, fundador de la cervecería Stroh
- Martha Jean Steinberg, personalidad de radio
- Coleman Young, alcalde de Detroit
- Jacob Merritt Howard, senador de los Estados Unidos y autor de la 13.ª enmienda
- Margaret Mather, actriz canadiense
- Henry Billings Brown, juez adjunto de la Corte Suprema
- Edwin C. Denby, secretario de Marina

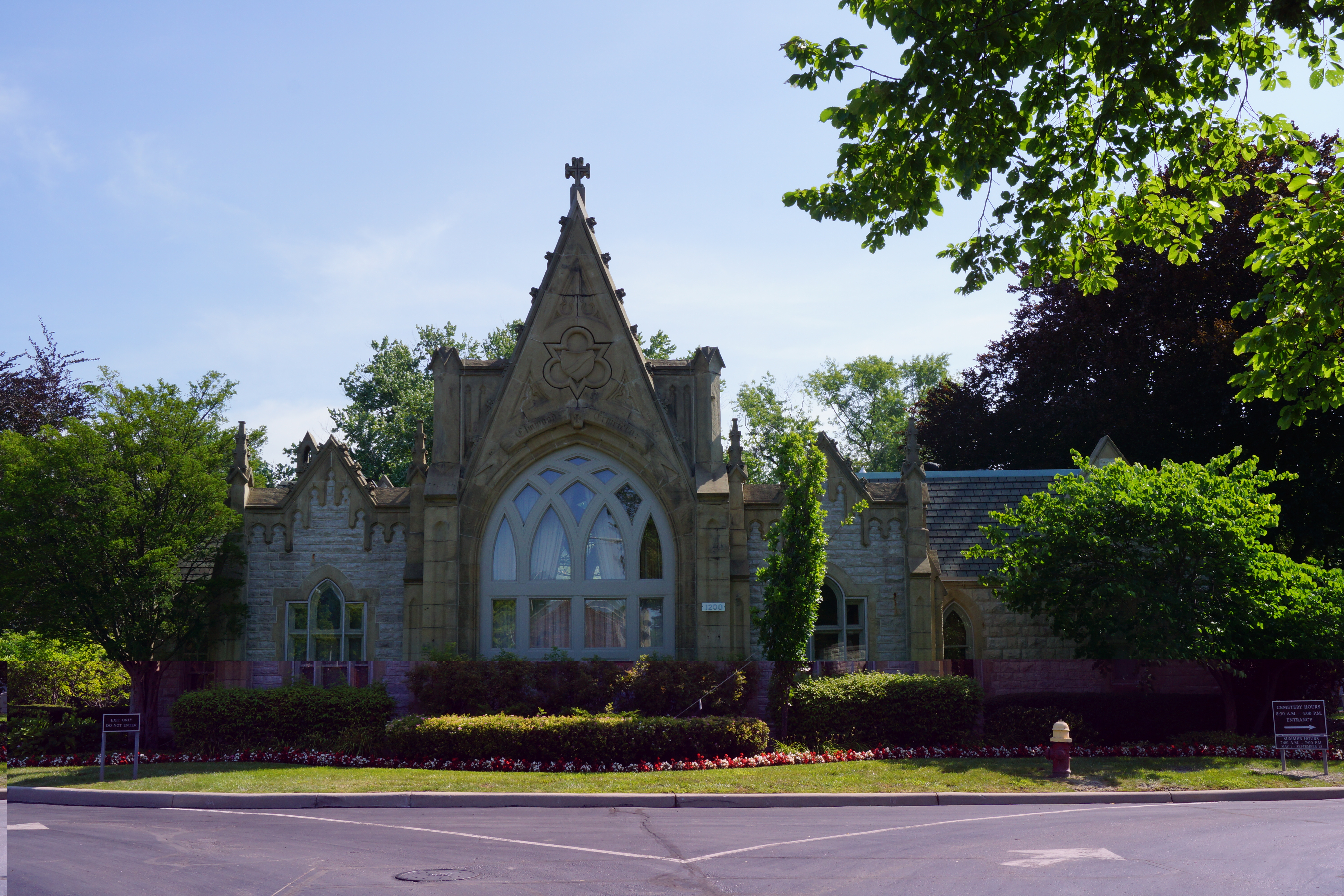
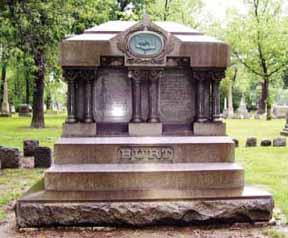
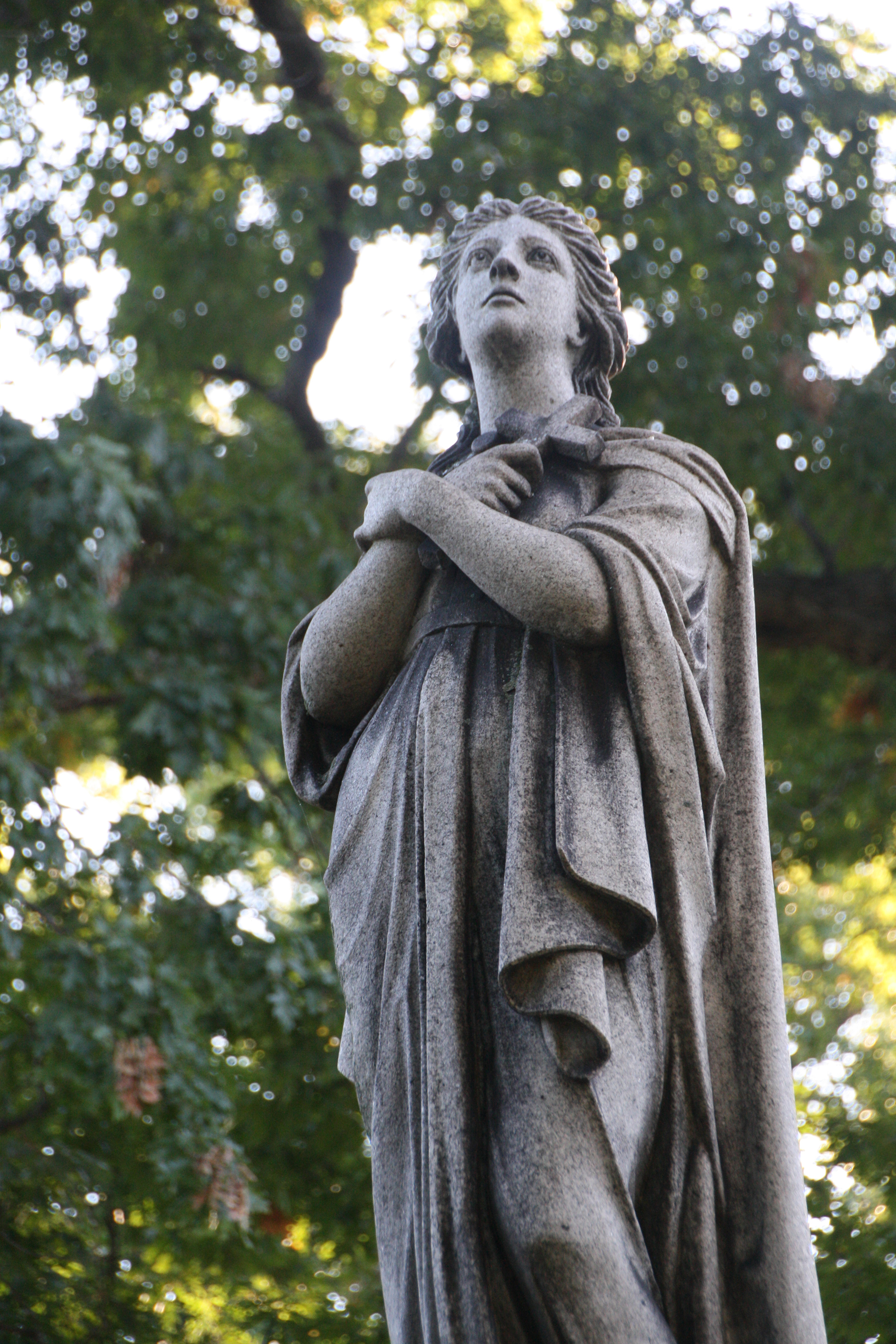
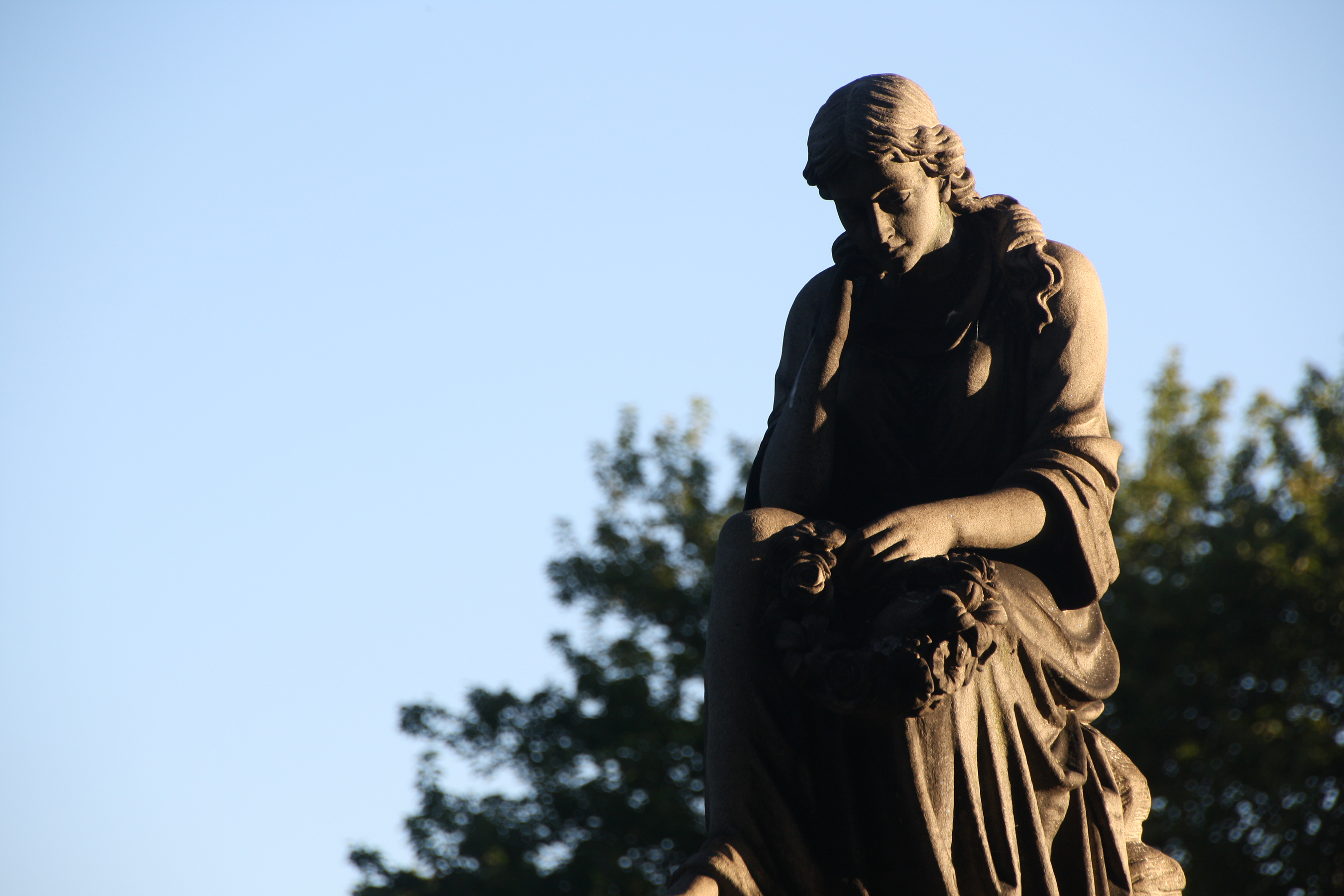

- Zina Pitcher, alcalde de Detroit

## Cementerio de Lafayette Street
El cementerio de Lafayette Street, creado por el templo Beth El en 1850, es el cementerio judío más antiguo de Michigan. Originalmente se llamó cementerio de la calle Champlain Street del Templo Beth El porque Lafayette se conocía anteriormente como Champlain Street. Con un área de 2023 m², es de lejos el más pequeño de los tres del distrito; se encuentra en la esquina sureste del cementerio de Elmwood, en Layfayette.

### Historia
El primer entierro fue en 1851, y en 1854 Samuel Marcus, el primer rabino de Beth El, fue enterrado en el cementerio. Aunque el uso disminuyó a fines de los años 1880, el cementerio estuvo en uso activo hasta los años 1950. El cementerio ahora es parte de los terrenos del cementerio de Elmwood.